# Thuès-Entre-Valls
Thuès-Entre-Valls là một xã trong tỉnh Pyrénées-Orientales, vùng Occitanie phía nam nước Pháp. Xã Thuès-Entre-Valls nằm ở khu vực có độ cao trung bình 810 mét trên mực nước biển.